# Waimaha jezik
Waimaha jezik (“bará”, barasano, sjeverni barasano; ISO 639-3: bao), jezik Bará Indijanaca iz Kolumbije i Brazila, kojim govori oko 600 ljudi (1995 SIL) u Kolumbiji i 100 u susjednom predjelu brazilske države Amazonas. 
Ima dva dijalekta istočni waimaha i pamoa bara.

## Vanjske poveznice
- Ethnologue (14th)
- Ethnologue (15th)